# Löffler (Gattung)
Die Löffler (Platalea) sind die eine Vogelgattung innerhalb der Familie der Ibisse und Löffler (Threskiornithidae) in der Ordnung Pelecaniformes. Benannt sind sie nach der typischen Schnabelform.

## Verbreitung und Lebensraum
Für gewöhnlich sind Löffler Bewohner tropischer und subtropischer Regionen, der gemeine Löffler kommt in Eurasien aber nordwärts bis an die deutsche Nordseeküste und in die Mandschurei vor. Lebensraum sind Sümpfe, Seen oder Mangroven. Alle Arten sind stark an das Wasser gebunden und sind, abgesehen vom Zug, nie abseits des Wassers zu sehen. Löffler überwintern zu einem Großteil im Norden Afrikas. Rund 94 Prozent aller Exemplare überfliegen dabei den Südwesten Spaniens und legen an den Stränden der Costa de la Luz noch eine letzte Pause ein, bevor sie die Kontinente überqueren.

## Merkmale
Löffler haben eine Länge von 60 bis 100 cm. Sie sind etwas langbeiniger und langhalsiger als die verwandten Ibisse, so dass sie entfernt den Störchen ähneln. Kennzeichnendes und namengebendes Merkmal ist der flache, gerade Schnabel, der am Ende löffelartig verbreitert ist.
Das Gefieder der Löffler ist überwiegend weiß. Viele Arten haben auch gelbe oder rosarote Gefiederpartien. Zudem wird das Gesicht in unterschiedlichem Ausmaß von unbefiederten Hautpartien geprägt, die zur Brutzeit eine leuchtende Farbe annehmen.

## Ernährung
Löffler fressen Wasserinsekten, Insektenlarven, Kleinkrebse und Mollusken, seltener auch kleine Fische und Amphibien. Durch Hin- und Herschwenken des Schnabels rühren sie Wasser und Untergrund auf, um ihre Nahrung aufzuscheuchen.

## Fortpflanzung
Wegen der großen Übereinstimmung mit der Fortpflanzung der Ibisse wird dieses Thema im Artikel Ibisse und Löffler abgehandelt.

## Arten

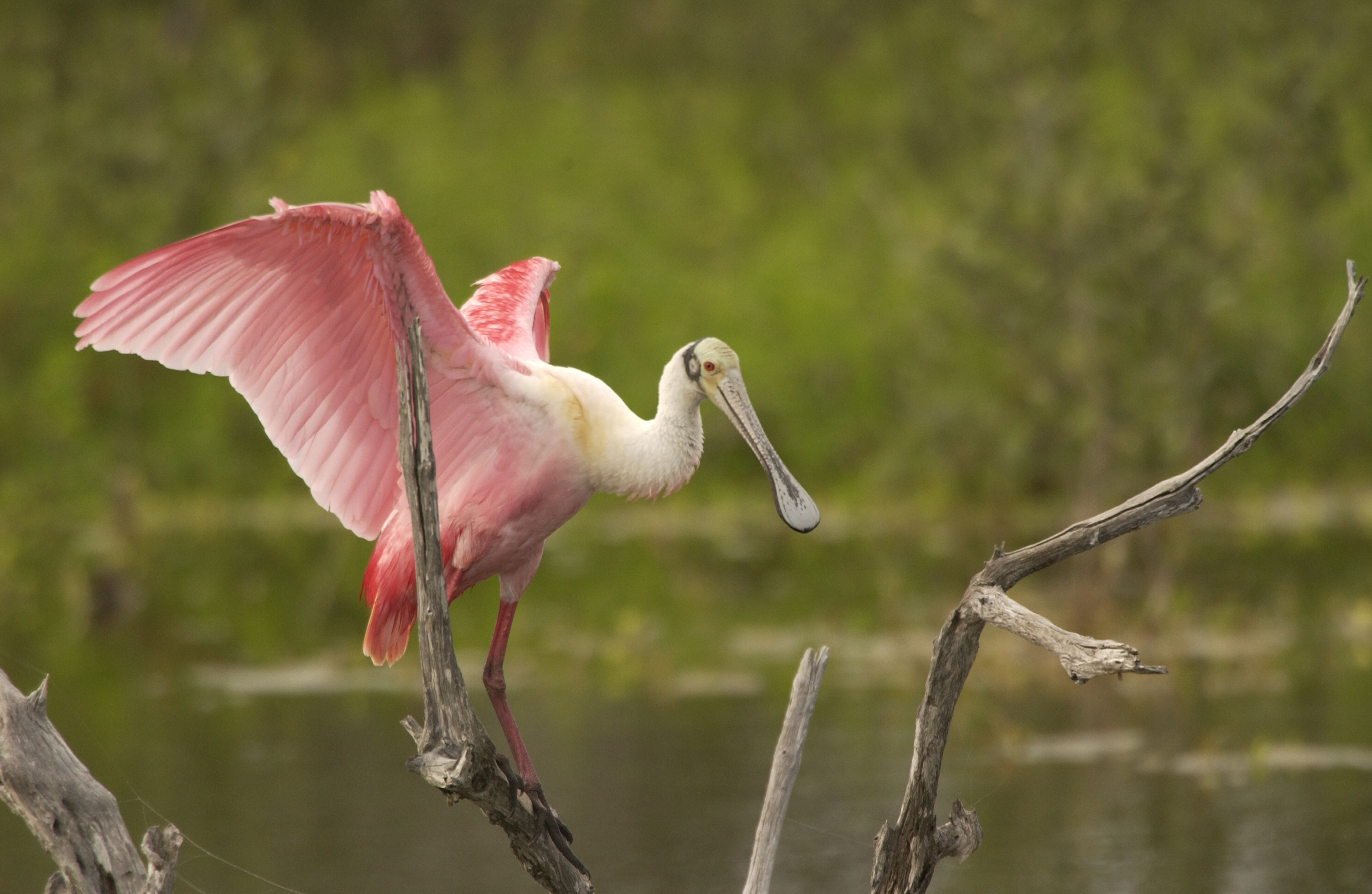
Rosalöffler

- Schmalschnabellöffler (Platalea alba)
- Rosalöffler (Platalea ajaja, Syn.: Ajaia ajaja)
- Gelbschnabellöffler (Platalea flavipes)
- Löffler (Platalea leucorodia)
- Schwarzstirnlöffler (Platalea minor)
- Königslöffler (Platalea regia)